# Натуральный звукоряд
Натура́льный звукоря́д (лат. natura — природа, естество), обертоновый звукоряд, устар. «натуральная гамма» — ряд звуков, состоящий из основного тона и его гармонических обертонов. Каждый член такого ряда называется гармоникой.

## Характеристика

Гармонический ряд звуков струны: с уменьшением длины волны в n раз, частота в n раз увеличивается.

Часто́ты последовательных звуков натурального звукоряда образуют арифметическую прогрессию:
f, 2f, 3f, 4f, …,
где f — частота основного тона (самого низкого звука натурального звукоряда). Таким образом, натуральный звукоряд образован всеми звуками, частота которых кратна частоте основного тона.
Натуральный звукоряд соответствует гармоническому спектру сложных колебаний осциллятора — физического источника звука (например, струны или воздушного столба в трубе): частота f основного тона, или первой гармоники, соответствует частоте основного колебания (осциллятора в целом), частоты гармонических обертонов (или высших гармоник) 2f, 3f, 4f, … — частотам колебаний его равных частей. Отношение частот звуков интервала, образованного звуками натурального звукоряда, равно отношению их номеров.
Шкала гармоник имеет постоянное строение, не зависящее от выбора высоты основного тона. Интервалы между соседними гармониками сужаются по мере движения по шкале вверх и представляют последовательно чистые октаву, квинту, кварту, одну большую и две малых терции, три больших секунды и т. д. При этом высоты 7, 11, 13 и 14 гармоник существенно отличаются от высот равномерно темперированного звукоряда. Шкала гармоник содержит ряд аккордов: первые пять-шесть образуют мажорное трезвучие (4-й, 5-й и 6-й — мажорное трезвучие, первые семь-восемь — не вполне точно малый мажорный септаккорд, первые девять-десять — большой мажорный нонаккорд.
Натуральный звукоряд не следует путать со звукорядами натуральных ладов.

## Нумерация звуков натурального звукоряда
В отношении нумерации гармоник существует известная путаница: музыканты в отличие от акустиков иногда называют вторую гармонику первой, третью — второй и т. д., — Р. Тэйлор в переводе с английского  Д. И. Арнольда 

В некоторых отечественных изданиях приведена некорректная, на наш взгляд, нумерация обертонов. Она возникла из-за отождествления понятий «обертон» и «гармоника». Сравним английскую и русскую версии учебника «Оркестровка» У. Пистона: словосочетание «the first harmonic» (первая гармоника) переведено как «первый обертон», «the second harmonic» — как «второй обертон» и т. д. Однако слово «Oberton» пришло из немецкого языка и означает «верхний звук/тон», основной же тон называется «Grundton». — С. Попов

вторым обертоном считается не третий тон  этого ряда, а второй. Тоны эти еще называются гармоническими, так  как  находятся в  родственном (гармоническом) отношении к основному тону. Вот напр. ряд первых 16-ти обертонов с-а С (так называемая верхняя натуральная гармоническая ска́ла):— Г. Риман в переводе с немецкого  Ю. Д. Энгеля
Когда утверждают, что номера звуков натурального звукоряда равны номерам гармоник (гармонических частичных тонов) основного тона, а последовательные номера соответствующих гармонических обертонов отличаются от них на единицу, как показано на схеме:
возникает нужда называть основной тон нулевым обертоном, что существенно осложняет расчёты с участием обертоновых номеров и частот.
В научной и справочной литературе обычно используется нумерация обертонов, совпадающая с нумерацией звуков натурального звукоряда. При этом основной тон именуется первым обертоном.

## Натуральные интервалы
Интервалы, которые образуются между звуками натурального звукоряда (в том числе с октавными переносами), нередко называют «натуральными». Впрочем, по поводу того, какие именно интервалы обозначать как «натуральные», в науке нет консенсуса. Теоретически любые интервалы внутри натурального звукоряда (в том числе, и микрохроматические) могут быть названы «натуральными», однако, такой общеупотребительной традиции не существует. В авторитетном Музыкальном словаре Римана (в так называемых римановских интервальных таблицах) натуральными («естественными») названы терции 5:4 и 6:5, сексты 5:3 и 8:5 и малая септима 7:4, а кварта 4:3, квинта 3:2, октава 2:1 и прима 1:1 названы «чистыми» (но не «натуральными»). В русской науке не только 3 (с учётом примы 4) главных консонанса, но также и перечисленные натуральные терции и сексты также называют «чистыми». Под словом «чистый» в данном контексте подразумевают отсутствие (непосредственно воспринимаемых на слух) биений. Акустически чистые интервалы положены в основу чистого строя.
Интервал, образующийся между седьмой и четвёртой гармониками (то есть 7:4), по традиции именуется «натуральной септимой» (от нем. Naturseptime). На особую приятность (непосредственно связанную с простотой числового отношения) этого интервала впервые обратили внимание европейские учёные XVIII века. Дж. Тартини (в 1754 году) ввёл для натуральной септимы специальный нотный знак (выглядит как «недописанный» бемоль), а И. Ф. Кирнбергер  даже придумал для натуральной септимы особую букву i. Наконец, Л. Эйлер (в 1773 году) описывал натуральную септиму как консонанс, введённый в современной (ему) музыке.

## Натуральный звукоряд в музыкальной практике
На некоторых музыкальных инструментах можно извлечь только звуки натурального звукоряда, среди них фанфара (и горн), рог (охотничий рог, альпийский рог, почтовый рожок, шофар и т. п.), натуральная труба (особенно её старинные разновидности, например, лур или римская труба), натуральная валторна, так называемые обертоновые флейты (русская калюка, молдавская тилинка, некоторые разновидности общетюркского шогура), варган. На трумшайте, представляющем собой монохорд с резонатором, также извлекают только тоны натурального звукоряда. По отношению к этим и подобным инструментам говорят, что они звучат в «натуральном строе».
Натуральный строй таких музыкальных инструментов не следует путать с чистым строем. Например, (бо́льшая) малая септима чистого строя, полученная сложением чистой квинты ({\displaystyle 3:2}) и чистой малой терции ({\displaystyle 6:5}), имеет отношение частот звуков {\displaystyle (3:2)\times (6:5)=9:5} (1017,6 ц), в то время как натуральная септима существенно у́же её: отношение частот звуков последней — {\displaystyle 7:4} (968,8 ц).
Звуки натурального звукоряда, а также унтертоны (которые не входят в натуральный звукоряд), используются в традиционной вокальной музыке (например, в индийской раге), в так называемом горловом пении тувинцев, монголов, тибетцев, у африканского народа ко́са и у некоторых других народов мира.
Изредка натуральный звукоряд используется в академической музыке, например, в первой и последней частях (соло валторны) Серенады op. 31 Б. Бриттена. Натуральный звукоряд встречается в так называемой спектральной музыке.